# Другой день
«Другой день» (англ. Another Day) — американский телевизионный художественный фильм в жанре фантастического триллера, поставленный режиссёром Джеффри Рейнером.
Премьера состоялась в США 4 декабря 2001 года.

## Сюжет
Кейт хочет стать врачом и учится в медицинской школе. У неё есть друг Пол, и когда она узнает, что беременна, сообщает ему эту новость. Не приняв решение сразу, пара решает не спешить и всё как следует обдумать. Для этого Кейт уезжает на время, а когда возвращается, узнаёт, что Пол погиб во время пожара. Убитая новостью, Кейт всё же решается родить ребенка.
Проходит четыре года. Кейт вместе с дочкой Меган живут рядом с Дэвидом, лучшим другом Кейт, который давно был в неё влюблён. Он — симпатичный парень и рассчитывает на большее, чем просто дружеские отношения, но Кейт не готова — она всё ещё помнит о Поле.
Однажды Меган случайно падает в реку, и Кейт бросается за ней. А когда приходит в себя на берегу, понимает, что она окунулась в прошлое… за пару дней до гибели Пола.

## В ролях
| Актёр            | Роль   |
| ---------------- | ------ |
| Шеннен Доэрти    | Кейт   |
| Макс Мартини     | Пол    |
| Джулиан Макмэхон | Дэвид  |
| Кортни Кидд      | Меган  |
| Дэвид Ферри      | Рэй    |
| Кристина Николл  | Габби  |
| Роберт Хакулак   | Бартон |

## Производство
Над производством фильма работали восемь кинокомпаний: Alliance Atlantis Communications, American Zoetrope, Canadian Film or Video Production Tax Credit (CPTC), Coolbrook Media, Film Training Manitoba, Government of Manitoba, The, Manitoba Film and Video Production Tax Credit, USA Network.
Съёмки проходили в Виннипеге, Канада.

## Мировой релиз
- США — 4 декабря 2001 года
- Великобритания — 8 февраля 2005 года
- Италия — 20 апреля 2006 года
- Швеция — 19 марта 2010 года